# Чарлз Мингъс
Чарлз Мингъс (на английски: Charles Mingus) е американски джаз музикант, композитор и общественик.
Има голям принос за развитието на джаза. Започва кариерата си през 1943 година и през 50-те придобива широка известност като композитор и ръководител на джазбендове. В композициите си запазва горещото и прочувствено усещане, присъщо на хард бопа, и дълбоко разчита на госпела. В музиката му понякога се усещат елементи от Третото течение ('third stream'), фрий джаза и класическата музика. Самият Мингъс избягва квалификации, като създава свой собствен стил в музиката, в който традиция се смесва с нови и уникални измерения на джаза. В едно интервю той идентифицира Дюк Елингтън и църквата като свои източници на влияние.
Мингъс се концентрира върху колективната импровизация, подобно на някогашните джаз паради в Ню Орлиънс, като отделя специално внимание на начина, по който всеки член контактува с бенда като една своеобразна общност. Когато създава групи, той разглежда не само уменията на кандидатите за членове, но също и техните персонални качества. Много музиканти, които минават през съставите му, по-късно се радват на внушителни кариери. Наема талантливи, понякога слабо известни музиканти, с които сглобява нестандартни инструментални ансамбли. Като изпълнител, той е новатор в техниката на свирене на контрабас, като е смятан от мнозина за един от най-грамотните изпълнители на този инструмент.
Известен е почти толкова с амбициозните си проекти, както с буйния си темперамент, който му докарва прозвището „Ядосаният човек на джаза“. Отказът му да прави компромиси с музикалните си идеали водят до избухливост на сцената, натиск върху другите музиканти и уволнения. Считан е за наследник на Дюк Елингтън, тъй като пише брилянтно музика за средно големи състави, както и заради грижите и акцентите върху силните страни на музикантите в групите си. Самият той нерядко изразява своята дълбока почит към Елингтън. В един известен случай Дизи Гилеспи заявява, че Мингъс му напомня за „един млад Дюк“ и цитира „организационната гениалност“ и на двамата.
Преди време се е смятало, че музиката на Мингъс може много трудно да се изпълни без той да я дирижира. Днес обаче много музиканти свирят негови композиции, от групи като Мингъс Биг Бенд, Мингъс Дайнъсти и Мингъс Оркестра, до гимназиални ученици, някои от които се състезават в Гимназиалния конкурс „Чарлз Мингъс“.
Гюнтер Шулер изказва становище, че Мингъс трябва да бъде поставен в челото на видните американски композитори, било то в джаза или в друг стил. През 1988 г. с финансирането на Националния фонд за изкуства композициите на Мингъс са записани в каталог, който по-късно е предаден на отдел „Музика“ в Нюйоркската обществена библиотека за обществени цели. През 1993 г. Библиотеката на Конгреса събира различни документи – включително музика към филми, аудиозаписи, кореспонденция и снимки, в определеното за „най-важно придобиване на колекция от ръкописи, свързани с джаза, в историята на Библиотеката“.

## Биография

### Ранни години
Роден е на 22 април 1922 г. в Ногалес, щата Аризона, в семейството на подофицер в армията. Майка му е дъщеря на китаец от Хонконг с британско поданство и афроамериканка от Южните щати. По права линия родът му изглежда води началото си от германски имигрант, като има и афроамерикански и индиански предшественици. В автобиографията си „Изпод аутсайдера“ той разказва история, предадена му от баща му, Чарлз Мингъс старши, според която той е син на черен ратай и жена от шведски произход, първа братовчедка с Ейбрахам Линкълн. Бащата на музиканта също така твърди, че е отгледан от майка си и баща си като белокож американец до 14-ата си годишнина, когато майка му разкрива, че истинският баща на Мингъс старши е чернокож роб. В резултат той трябва да напусне семейството и да заживее самостоятелно. В автобиографията си той не потвърждава дали вярва в тази история, или просто я намира за разкрасяване на родословието си. Мингъс е племенник на Фес Уилямс, също джазист.
Чарлз Мингъс израства в района Уотс в Лос Анджелис. Майка му разрешава да се слуша единствено свързана с църквата музика, но Мингъс развива ранна привързаност към други типове музика, най-вече тази на Дюк Елингтън. Изучава тромбона, по-късно и виолончелото, но за него е невъзможно да се занимава професионално с виолончелото, тъй като по това време чернокожите не могат да правят кариера в класическата музика, а виолончелото не е утвърдено като джаз инструмент. Въпреки всичко това, Мингъс е с афинитет към виолончелото. Когато изучава контрабаса при Ред Календър в края на 1930-те, Календър коментира, че виолончелото е все пак основният инструмент на Мингъс. В „Изпод аутсайдера“ Мингъс твърди, че започва да учи контрабас едва когато Бъди Колет го приема в суинг бенда си при условието, че той е контрабасист на състава.
Поради ниското си образование младият Мингъс не може да чете ноти с достатъчно бързина, за да се включи в местния младежки оркестър. Това оказва траен отпечатък върху музикалното му виждане, като го кара да се чувства прокуден от света на класическата музика. Тези ранни несполуки, към които се добавят дълги години на борба с расизма, са отразени в музиката му, която често е заета с теми като расизма, дискриминацията и несправедливостта. Голяма част от техниката на свирене на виолончело е приложима към контрабаса, което му помага щом се заема с новия инструмент в гимназията. Той учи пет години при Хърман Райншаген, главният контрабасист на Нюйоркската филхармония, а водещ на предмета „Композиционни техники“ е Лойд Рийз. Много от годините си прекарва в свирене на контрабас, създаден през 1927 г. от германския производител Ернст Хайнрих Рот.
Още от юношество Мингъс пише доста сложни композиции. Много от тях напомнят за Третото течение, тъй като внедряват елементи от класическата музика. Голяма част от тях са записани през 1960 г. с диригент Гюнтер Шулер и издадени като Pre-Bird ('Преди Бърд'). Това е отпратка към Чарли Паркър – Бърд, тъй като Мингъс е един от многото музиканти, чието виждане в музиката е разделено от Паркър на „музика преди Бърд“ и „музика след Бърд“.

### 1940-те години
Мингъс се сдобива с репутация на вундеркинд в контрабаса. Първата му професионална работа е да свири с бившия Елингтънов кларинетист Барни Бигард. Отива на турне с Луис Армстронг през 1943 г. Към началото на 1945 г. свири в Лос Анжделис с група, водена от Ръсел Джакет, включваща още Теди Едуардс, Морис Саймън, Бил Дейвис и Чико Хамилтън. През май същата година свири в Холивуд отново с Теди Едуардс в бенд, воден от Хауърд Макгий. После свири с групата на Лайнъл Хемптън в края на 40-те. Хамптън изпълнява и записва няколко от парчетата на Мингъс. Голям успех има триото Мингъс, Ред Норво и Тал Фарлоу през 1950 и 1951 г. Расовата принадлежност на Мингъс създава проблеми със собственици на клубове и той напуска групата. За кратко членува в бенда на Елингтън през 1953 г. като заместник на контрабасиста Уендъл Маршал. Лошият нрав на Мингъс кара Елингтън лично да го уволни (тази съдба е понесена също така от Бъбър Майли и барабаниста Боби Дърам), след сблъсък на сцената между Мингъс и Хуан Тисол.
В началото на 50-те, преди да постигне комерсиално признание като ръководител на бенд, Мингъс изнася представления с Чарли Паркър, чиито композиции и импровизации го вдъхновяват и повлияват. Мингъс счита Паркър за най-големия гений и новатор в историята на джаза, но поддържа противоречиви отношения с наследството на Бърд. Мингъс обвинява митологията на Паркър в създаване на производни претенденти за престола на Паркър. Той също така е изпълнен с противоречие и понякога отвращение спрямо навиците на Паркър към себеразрушение и идеализираната примамливост към наркотиците, които те предлагат на други джаз музиканти. В отговор на многото изпълнители на саксофон, които имитират Паркър, Мингъс създава песента „Ако Чарли Паркър беше стрелец, тогава щеше да има много мъртви имитатори“ (издадена на Mingus Dynasty като „Gunslinging Bird“).

### В Ню Йорк
През 1952 г. Мингъс и Макс Роуч основават Дебют Рекърдс, за да управлява кариерата си по подходящ начин. Името произлиза от желанието му да документира неиздавани млади музиканти. Въпреки това, най-известните записи на компанията са с най-видните изпълнители на бибопа. На 15 май 1953 г. Мингъс, заедно с Дизи Гилеспи, Паркър, Бъд Пауъл и Роуч, свирят на концерт в Мейси Хол, Торонто, което е последният документиран случай на двамата водещи инструменталисти заедно. След това Мингъс решава да направи овърдъб на едва чуващите се контрабасни партитури в Ню Йорк; оригиналната версия е издадена по-късно. Двете 10-инчови плочи от концерта в Мейси Хол (с участието на Пауъл, Мингъс и Роуч) са сред първите издания на Дебют Рекърдс. Гилеспи веднъж заявява, че не е получил начисления „години наред“ за участието си в Мейси Хол. Записът, обаче, е смятан за един от най-качествените джаз произведения.
Според един анекдот Мингъс е въвлечен в компрометиращ инцидент, докато свири на концерт през 1955 г., описван като „завръщане“ с Паркър, Пауъл и Роуч. На Пауъл, който страда от алкохолизъм и психическо разстройство (вероятно утежнено от жесток полицейски побой и третиране с електрошок), се налага да му се помогне да слезе от сцената, тъй като не е в състояние да свири или да говори свързано. След като несъстоятелността на Пауъл става очевидна, Паркър застава на едно място с микрофон до себе си и казва: „Бъд Пауъл....Бъд Пауъл....“, сякаш умолява Пауъл да се върне. Според тази случка Паркър продължава заклинанието няколко минути след напускането на Пауъл, което води до неговото задоволство и съответно раздразнението на Мингъс. Мингъс взема друг микрофон и обявява пред тълпата: „Дами и господа, моля, не ме свързвайте с нищо от това. Това не е джаз. Това са болни хора.“ Това е последното публично изпълнение на Паркър; след около седмица той умира от наркотична злоупотреба.
Мингъс често работи с ансамбли със средна големина – 8 до 10 члена, които стават известни като Джаз работилницата. Мингъс прави нововъведения, като постоянно изисква от своите подопечени да изследват и развиват възприятията си безспирно. Сред тези, които се включват в Работилницата (или Плантацията, както колоритно бива наречена от музикантите), личат имената на Пепър Адамс, Джаки Биард, Букър Ървин, Джон Хенди, Джими Непър, Чарлз Макфърсън и Хорас Парлан. Мингъс сплотява тези музиканти в една добре сработена импровизационна машина, която по много начини предвещава появата на фрий джаза. Някои музиканти наричат работилницата „университет“ за джаз.

### Pithecanthropus Erectusи други творби
Следващото десетилетие се смята за един от най-продуктивните периоди на Мингъс. На музикалния небосклон изгряват нови композиции и албуми, с удивителна скорост: около 30 записа за 10 години, продуцирани от няколко звукозаписни компании (Атлантик Рекърдс, Кендид, Кълъмбия рекърдс, Импулс! Рекърдс и други), производителност, на която малцина други музиканти могат да съперничат.
Мингъс е записал вече 10 албума като ръководител на бенд, но през 1956 г. той пробива с издаването на Pithecanthropus Erectus, по някои преценки неговата първа голяма работа като ръководител на бенд и композитор. Както Елингтън, когато Мингъс пише песни, той има предвид специфични музиканти; бендът му за Erectus включва разнообразни дейци: пианиста Мал Уолдрон, алто саксофониста Джаки Маклийн и тенора с влияние на Сони Ролинс, Джей Ар Монтероуз. Заглавната песен е 10-минутна тонална поема, начертаваща възхода на човека от хоминидните му корени (Питекантропус еректус) до последното му падение. Част от парчето е свободна импровизация, освободена от всякакви структури или теми.
В друг негов албум, наречен The Clown (1957, Атлантик Рекърдс), заглавната песен е с декламация от хумориста Джийн Шепърд, а в плочата за първи път се появява барабанистът Дани Ричмънд, негов предпочитан музикант до смъртта през 1979 г. Двама джазмени формират една от най-внушителните и разнообразни ритъм секции в джаза. И двамата са завършени изпълнители, които се стремят да разтегнат границите на музиката си, като същевременно остават верни на корените си. Когато към тях се присъединява пианистът Джаки Биард, те стават известни като „Всемогъщата троица“.
Чарлз Мингъс умира на 5 януари 1979 г. в Куернавака.

## Личност и нрав
Въпреки признанието за голямото музикално дарование, Мингъс понякога избухва в остри пререкания на сцената – или спрямо съмишленици, или спрямо публиката. Той е физически добре сложен и е с предразположение към затлъстяване (главно в късните си години), и по болшинството мнения е заплашителен и всяващ страх, когато изразява гняв или недоволство. Мингъс е проявявал тенденция към клинична депресия. Той понякога комбинира кратки периоди на изключителна креативност, смесена със сравнително дълги периоди на необичайно намален поток на работа.
Когато публиката в нощните барове се заприказва и започва да пуска леда в питиетата си, по време на представление, Мингъс спира работата на бенда и се сопва на публиката, казвайки: „На Айзък Стърн не му е работа да толерира тази малоумщина.“ Мингъс веднъж унищожава контрабас на стойност 20 000 долара, след като човек от публиката го разконцентрира с думи. Това се случва във Файв Спот в Ню Йорк.
Китаристът и певец Джаки Перис е източник от първа ръка за раздразнителността на Мингъс. Перис си спомня как веднъж в Джаз Уъркшоп „той изгони всички от подиума, освен [барабаниста] Пол Моушън и мен... Ние тримата просто виехме блуса за около час и половина, след което той привика обратно другите момчета.“
На 12 октомври 1962 г. Мингъс удря с юмрук Джими Непър по устата, докато двамата мъже работят в апартамента на Мингъс. Те се трудят по наближаващия концерт в нюйоркската община, и Непър отказва да продължи да работи. Ударът от Мингъс отнесъл един зъб и корена му. Според Непър, това наранило наустника му, и довело до постоянната загуба на горната октава от диапазона му на тромбона – нещо, което е силно неудобство за всеки един професионален тромбонист. Този удар временно прекратява взаимоотношението му с Непър, и последният не е в състояние да свири на концерта. Срещу Мингъс е повдигнато обвинение за нападение, и той се явява в съда през януари 1963 г., където му е отсъдена условна присъда. Непър отново работи с Мингъс през 1977 г., и свири дълго време с Мингъс Дайнъсти, сформиран след смъртта на Мингъс през 1979 година.
Мингъс е изгонен от апартамента си на улица Грейт Джоунес №5 през 1966 година, след като не плаща наема си, и това е документирано във филма Мингъс: Чарли Мингъс 1968, режисиран от Томас Райкман. Филмът показва как Мингъс свири в клубове и в апартамента си, как стреля с пушка, как свири на пиано, играе с младата си дъщеря Каролайн, и дискутира любовта, изкуството, политиката и музикалната школа, която е искал да създаде.
Според писателя Харлан Елисън, в история, която е разказана пред канала му в Ютюб „Харлан Елисън за джаза“, в началото на 60-те, когато работи в „Шоуплейс“ в Гринуич Вилидж, Елисън става свидетел на джем сесия, включваща Мингъс, Чарлс Еванс, Дон Чери и Ерик Долфи, в която Мингъс удря Долфи по челото, след като саксофонистът е изсвирил горчива нота на инструмента си. Когато Долфи се възстановява, той има цицина на челото, която може да бъде видяна на снимки, направени през късните му години. Елисън също така казва как по-късно през нощта Долфи свири толкова добре, че Мингъс отива при него и го целува по устните.